# Peder Severin Krøyer
Peder Severin Krøyer (n. 23 iulie 1851, Comuna Stavanger, Suedia-Norvegia – d. 21 noiembrie 1909, Skagen, Hjørring County⁠(d), Danemarca) a fost un pictor danez. A realizat multe picturi înfățișând scene pe plajă și scene din viața pescarilor. A făcut parte din grupul pictorilor din Skagen.

## Galerie

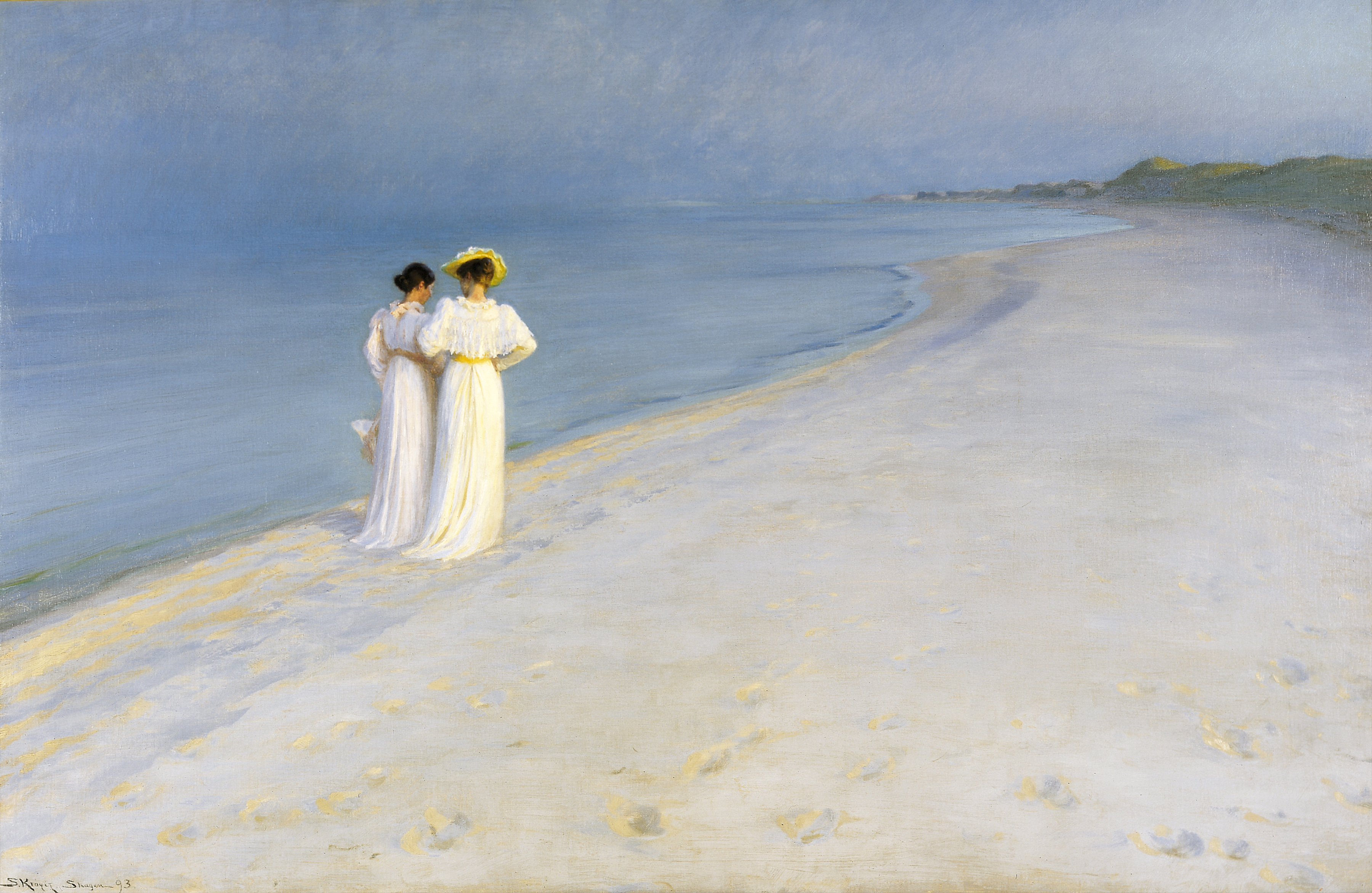
Seară de vară pe plaja sudică din Skagen (1893)
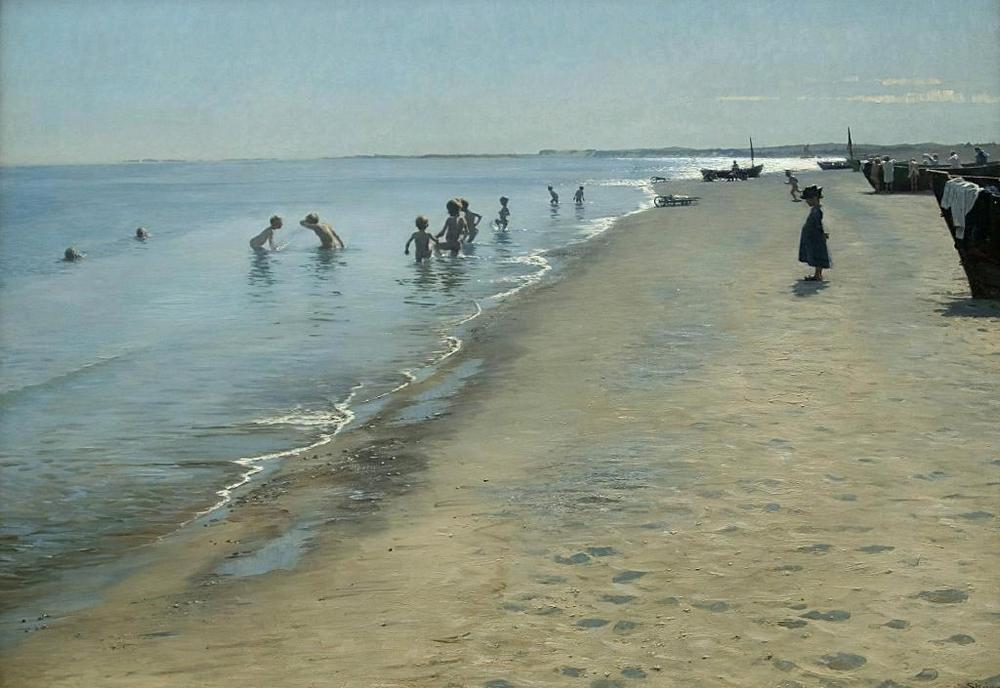
Zi de vară pe plaja sudică din Skagen (1884)
Seară de vară pe plaja din Skagen - artistul și soția sa (1899)